# Sympathy for the Devil
Sympathy for the Devil je skladba anglické skupiny Rolling Stones. Vyšla jako první píseň na albu Beggars Banquet z roku 1968.
Skladbu "Sympathy for the Devil" napsal zpěvák Mick Jagger a kytarista Keith Richards, z větší části to bylo dílo Jaggera. Původní inspirace vedly skladatele k použití folkové hudby. Text byl inspirován románem Michaila Bulgakova Mistr a Markétka.
Americká skupina Guns N' Roses vydala v roce 1994 cover skladby.